# Renate Eggebrecht

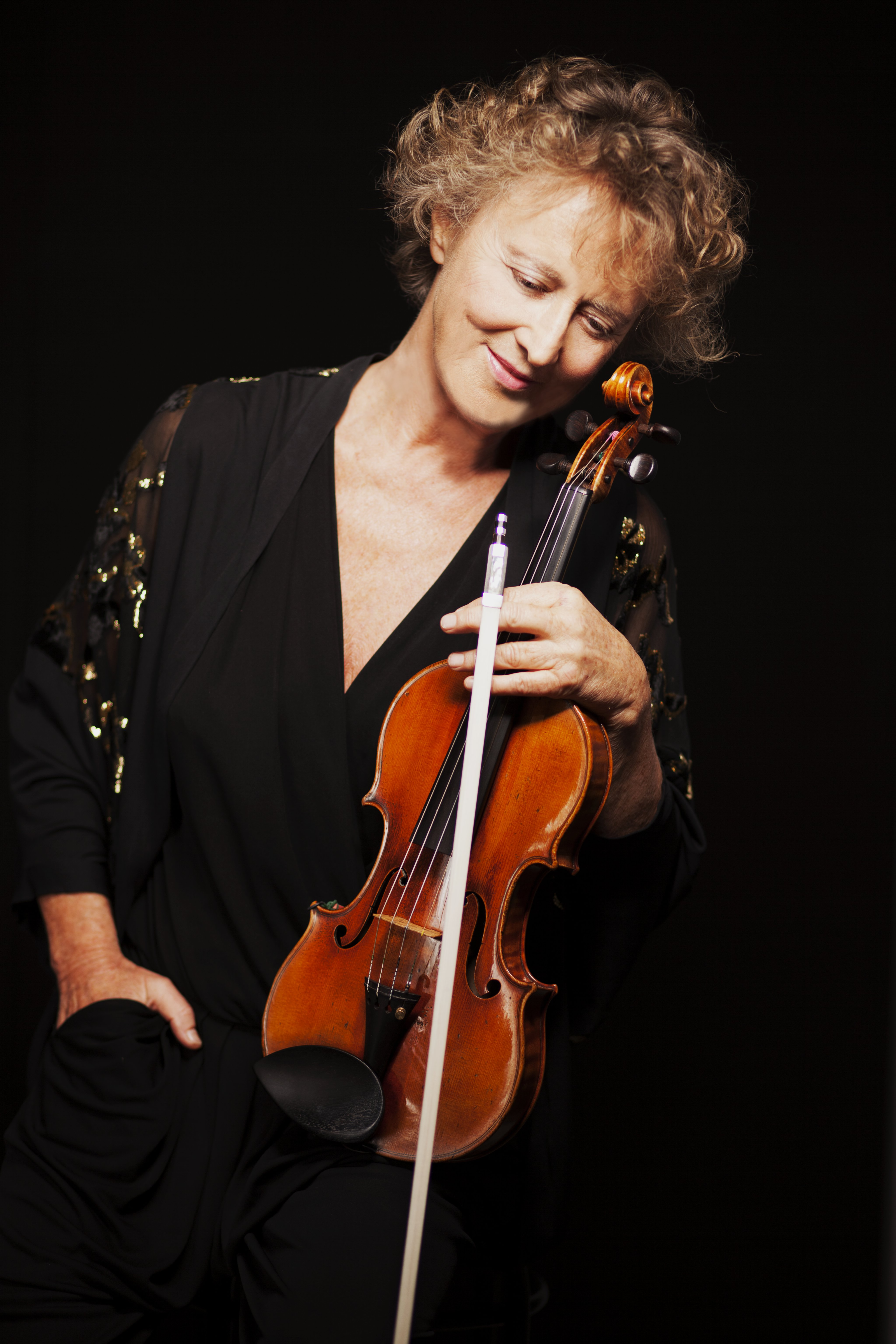
La violinista Renate Eggebrecht

Renate Eggebrecht   (Selent, 12 d'agost de 1944 - 8 de gener de 2023) és una violinista i productora discogràfica alemanya.

## Biografia
Nascuda a Selent, Slesvig-Holstein, Alemanya, Eggebrecht va rebre la seva formació musical inicial de la seva mare, començant als quatre anys. Als set anys, esdevingué alumne de Hans Hilf, que havia estudiat a la classe magistral de Walther Davisson al Conservatori de Leipzig. A partir dels dotze anys, Eggebrecht va estudiar violí amb Friedrich Wührer i piano amb Wilhelm Rau al Col·legi de Música de Lübeck. Va continuar la seva formació al Col·legi de Música de Múnic. Posteriorment, es va dedicar als estudis privats amb el Prof. Wolfram König; assistint a classes magistrals amb Max Rostal, Seymion Snitkovsky i cursos de música de cambra amb el Quartet LaSalle.
L'any 1986, Eggebrecht va fundar el Fanny Mendelssohn Quartet amb el qual va oferir l'estrena mundial del Quartet de piano en la bemoll major (1822) de Fanny Hensel, nascuda Mendelssohn, el 6 de març de 1988 al Centre Cultural Gasteig de Múnic i la primera actuació de Múnic. del Quartet de corda en mi bemoll major (1834) d'aquest compositor. El 1988 va publicar les primeres edicions d'aquestes obres de música de cambra (Furore Verlag, Kassel).
Per tal de donar a conèixer la música desconeguda i oblidada, Eggebrecht va fundar l'empresa de producció musical Troubadisc com a segell de música clàssica el 1991. Per a aquest segell va fer enregistraments en CD d'estrena mundial de música de cambra de Fanny Hensel, nascuda Mendelssohn, Ethel Smyth, Germaine Tailleferre, Grażyna Bacewicz i altres dones compositores.
El 1993 Eggebrecht va produir les cançons completes de la compositora i pedagoga francesa Nadia Boulanger, el seu primer llançament en CD, i de manera similar les cançons instrumentals i per a piano d'Ethel Smyth el 1997. A més de la música de cambra de Mendelssohn, Fanny Hensel, Eggebrecht també va produir les cançons del compositor el 2001, i el 1998, amb el pianista Wolfram Lorenzen, el cicle de piano Das Jahr ("L'any") basat en la còpia justa del compositor com a CD d'estrena mundial.
Amb el seu conjunt, Eggebrecht va gravar els quartets de corda núms de Darius Milhaud. 1 - 8 per a CD el 1994-5, així com les seves obres Machine agricoles op. 56 i Catalog de Fleurs op. 60. El 1996 també va publicar enregistraments en CD pel Fanny Mendelssohn Quartet dels dos grans quartets de corda d’Arthur Bliss.
El 1997, juntament amb el pianista alemany Wolfram Lorenzen, Eggebrecht va publicar enregistraments en CD, en tres volums, de Piano Chamber Music de l'edició Max Reger. Posteriorment va gravar les obres completes de Max Reger per a violí sol, que va presentar el 2003.
L'any 2000 va publicar, juntament amb el violoncel·lista Friedemann Kupsa, l'estrena mundial de la Sonata per a violí i violoncel (1947) de l'alumne grec de Schoenberg Nikos Skalkottas, i la Sonatina op. 324 de Darius Milhaud. Amb Friedemann Kupsa va presentar l'any 2002 l'estrena mundial del Duo-Sonata (1985) del compositor d'avantguarda romanès Anatol Vieru i la "Strassenmusik No 16", op. 210 (2001) del compositor grec Dimitri Nicolau.
Va publicar l'edició "VIOLIN SOLO" l'any 2002, començant amb Chaconne op. 117, sobre el Sei Solo de Bach i que s'estén fins als nostres dies: Un compendi de la literatura moderna del violí.
El violí d'Eggebrecht és una còpia de Stradivarius de Jean-Baptiste Vuillaume de 1858; el seu llaç preferit és de Jules Fétique.

## Discografia
Producció musical TROUBADISC 
- VIOLIN SOLO Vol.10, CD 2018: Einojuhani Rautavaara, Variétude (1974); Kalevi Aho, Solo I (Tumultos), Sonata per a violí sol (1973); Pehr Henrik Nordgren, Sonata per a violí sol op.104 (1999); Kalevi Aho, In Memoriam Pehr Henrik Nordgren (per violí sol) (2009);
- SOLO VIOLÍ Vol.9, CD 2017: Mieczysław Weinberg, Sonata núm. 1 op.82 (1964), Sonata núm. 2 op.95 (1967), Sonata núm. 3 op.126 (1979); Alfred Schnittke, Fuga per a violí sol (1953);
- VIOLIN SOLO Vol.8, CD 2016: Karl Amadeus Hartmann, Sonates No. 1 & 2, Suites No. 1 & 2 (1927);
- VIOLIN SOLO Vol.7, 3-CD Set 2014: Johann Sebastian Bach, Sonates and Partitas BWV 1001 - 1006 (1720); Valentin Silvestrov, Postludium II (1982/83).
- SOLO VIOLÍ Vol.6, CD 2014: Eugène Ysaӱe, Sonates núm. 1 - 6 (1923); Joaquín Rodrigo Vidre, Capriccio (1944).
- SOLO VIOLÍ Vol.5, SACD 2010: Serguei Prokófiev, Sonata op.115 (1947); Ljubica Marić, Sonata fantasia (1929); Grażyna Bacewicz, Capricis polonesos núm.1 (1949) i núm.2 (1952), Sonata (1941), Eduard Tubin, Sonata (1962), Suite on Estonian Dance Tunes (1979); Edison Denisov, Sonata (1978).
- SOLO VIOLÍ Vol.4, SACD 2008: Ernest Bloch, Suite núm.1 (1958) i núm.2 (1958); Ígor Stravinski, Élégie (1944); Grażyna Bacewicz, Quatre capritxos (1968); Aram Khatxaturian, Sonata-Monòleg (1975); Alfred Schnittke, un paganini (1982).
- VIOLIN SOLO Vol.3, SACD 2007: Paul Hindemith, Studien (1916), Sonata op.11, Sonata op.31 No.1 (1924), Sonata op.31 No.2 (1924), Satz und Fragment aus einer Sonate (1925); Anatol Vieru, Capriccio (1977); Vladimir Martynov, Partita (1976).
- VIOLIN SOLO Vol.2, SACD 2006: Erwin Schulhoff, Sonata (1927); Béla Bartók, Sonata (1944); Grażyna Bacewicz, Sonata (1958); Darius Milhaud, Sonatine pastorale op.383 (1960); Dimitri Nicolau, Sonata in Greek Mood op.228 (2002).
- SOLO VIOLÍ Vol.1, CD 2001: Max Reger, Chaconne op.117 núm.4; Johanna Senfter, Sonata op.61 (1930); Nikos Skalkottas, Sonata (1925); Arthur Honegger, Sonata (1940).
- Max Reger, les obres completes per a violí sol en 4 CD 1999-2002: CD 1 2000, Quatre Sonates op.42 (1899); CD 2 (Conjunt de 2 CD) 1999, Set Sonates op.91 (1906); CD 3 2002, Set preludis i fugues, Chaconne op.117 (1909/1912); CD 4 2002, Preludis i fugues 131a (1914), Preludis i fugues op. post. (1902), Preludi op. post. (1915).
- Strassenmusik n.16, Duos for Violin & Violoncello, amb Friedemann Kupsa violoncello, CD 2002: Zoltán Kodály, Duo op.7; Elizabeth Maconchy, Tema i variacions (1951); Anatol Vieru, Sonata (1984–85); Dimitri Nicolau, Strassenmusik n.16 op.210 (2001).
- Duo mon amour, Duos for Violin & Violoncello, amb Friedemann Kupsa violoncel, CD 2000: Maurice Ravel, Sonata (1920-1922); Darius Milhaud, Sonatina (1953); Arthur Honegger, Sonatina (1932); Nikos Skalkottas, Sonata (1947).
- Max Reger, Edició Piano Música de cambra amb Wolfram Lorenzen i Siegfried Mauser Piano, 3 CD: CD 1 1997, Sonates per a violí opp. 72 (1903) i 139 (1915); CD 2 1997, Piano Quintet op.64 (1903), Piano Trio op.102 (1908); CD 3 1998, Quartets de piano opp.113 (1910) i 133 (1914).
- Melomania String Quartets, CD 1997: Elisabeth Lutyens, Violeta Dinescu, Gloria Coates.
- Arthur Bliss, CD 1997: Quartet de corda núm.1 (1941), Quartet de corda núm.2 (1950).
- Darius Milhaud, Quartets de corda núm.1 - 8, 3 CD 1994-95: CD 1 1994, Quartet de corda núm.1 op.5 (1912), Quartet de corda núm.2 op.16 (1914–15); CD 2 1995, Quartet de corda núm.3 op.31 (1916), Quartet de corda núm.4 op.46 (1918), Quartet de corda núm.5 op.64 (1920); CD 3 1996, Quartet de corda núm.6 op.77 (1922), Quartet de corda núm.7 op.87 (1925), Quartet de corda núm.8 op.121 (1932).
- Fanny Mendelssohn-Hensel, Música de cambra, CD 1994: Quartet de piano (1822), Música de cambra (1834), Trio de piano op.11 (1846-47).
- Germaine Tailleferre, Música de cambra, CD 1993: Sonata per a violí núm.1 (1921), Sonata per a violí núm.2 (1948), Quartet de corda (1919), Trio per a piano (1978)
- Grażyna Bacewicz, Quartets de corda, CD 1992: Quartet de corda núm.4 (1950) Quartet de corda núm.6 (1959–60), Quartet de corda núm.7 (1965).
- Ethel Smyth, Música de cambra Vol.3, CD 1992: Doble Concert en La (1926), (versió amb piano), Trompa: Franz Draxinger, Piano: Céline Dutilly).
- Ethel Smyth, Música de cambra Vol.1 i Vol.2 (Set de 2 CD) 1991: Sonata per a violí op.7 (1887), Quintet de corda op.1 (1883), Quartet de corda (1902/12)